# Merizocera cruciata
Merizocera cruciata is een spinnensoort uit de familie Psilodercidae. De soort komt voor in Sri Lanka.